# Ole Daniel Enersen
Ole Daniel Enersen (14. března 1943 – 1. ledna 2024) byl norský horolezec, fotograf, novinář, spisovatel a historik medicíny.

## Životopis
V roce 1965 Enersen provedl první výstup na horu Trollveggen v Romsdalen v Norsku spolu s Leifem Normannem Pettersonem, Oddem Eliassenem a Jonem Teiglandem.
V roce 2000 vydal román v žánru fantasy s názvem Dragen som elsket meg („Drak, který mě miloval“).
Enersen publikoval a udržoval Who Named It?, velký online slovník lékařských eponymů.
Ole Daniel Enersen zemřel 1. ledna 2024 ve věku 80 let.